# Pogranicze (powieść)

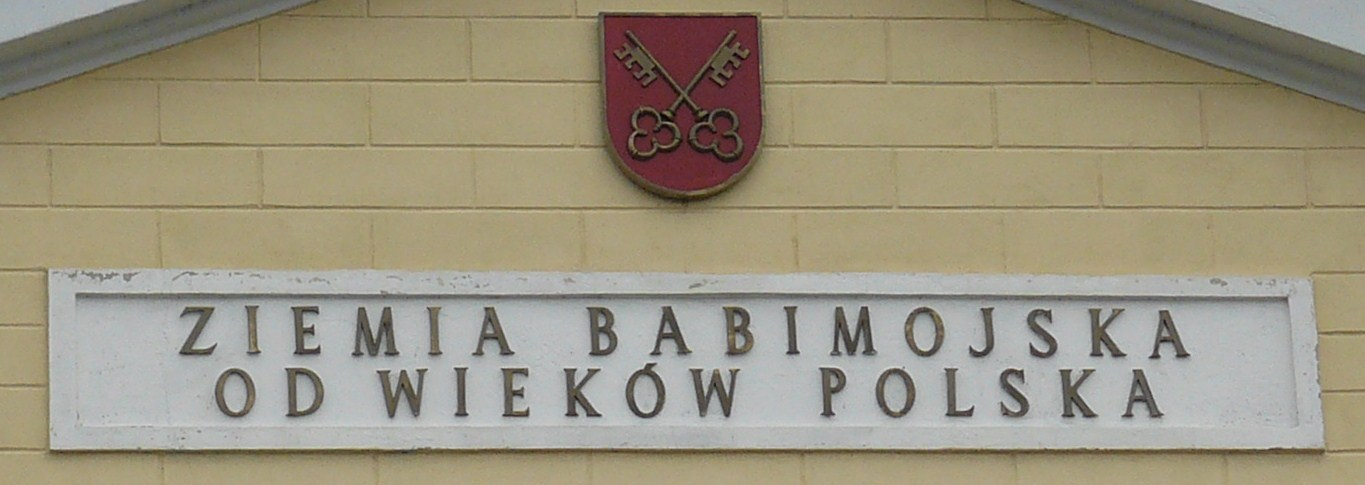
Hasło na ratuszu w Babimoście

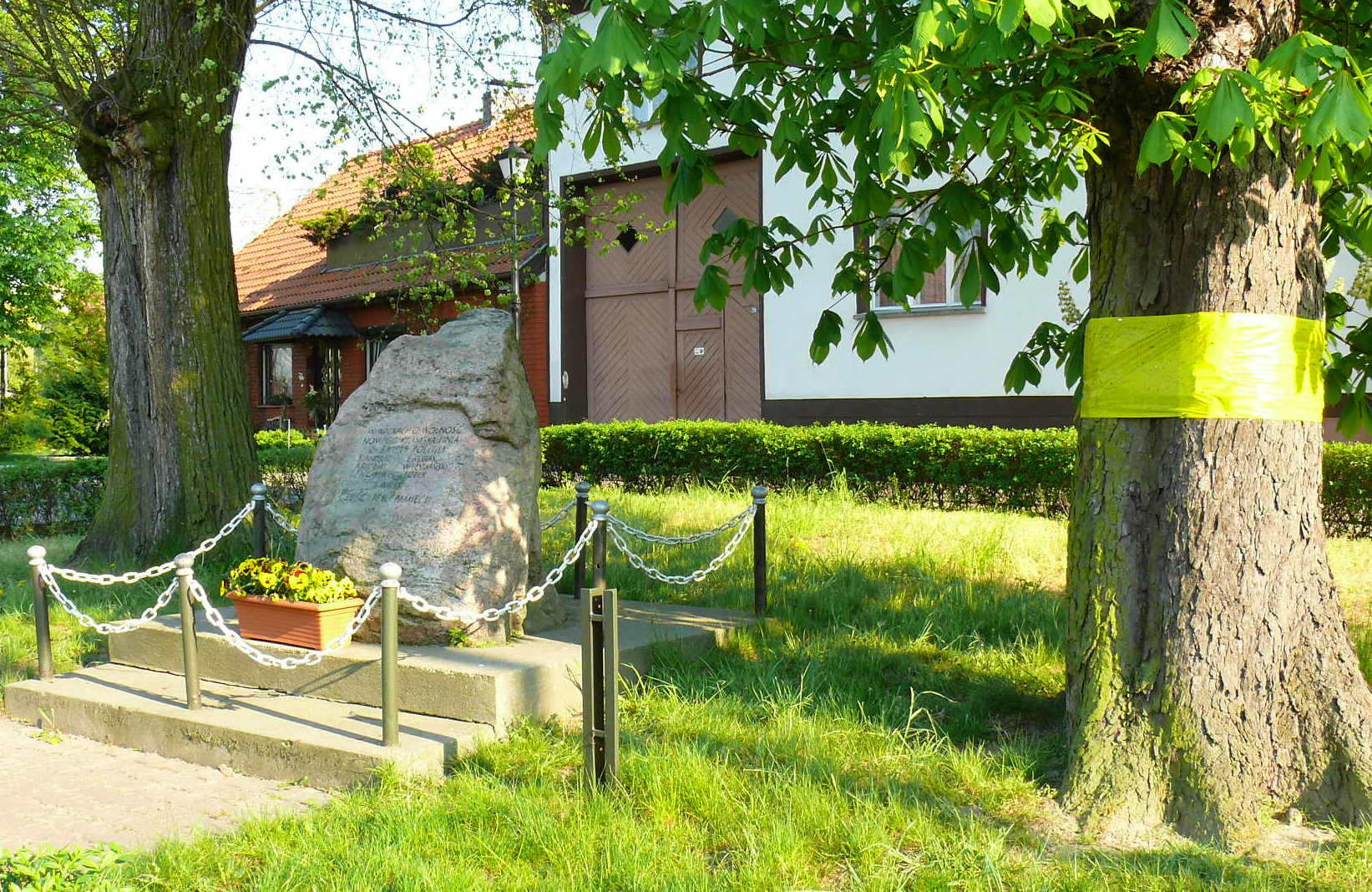
Głaz Powstańców Wielkopolskich w Nowym Kramsku

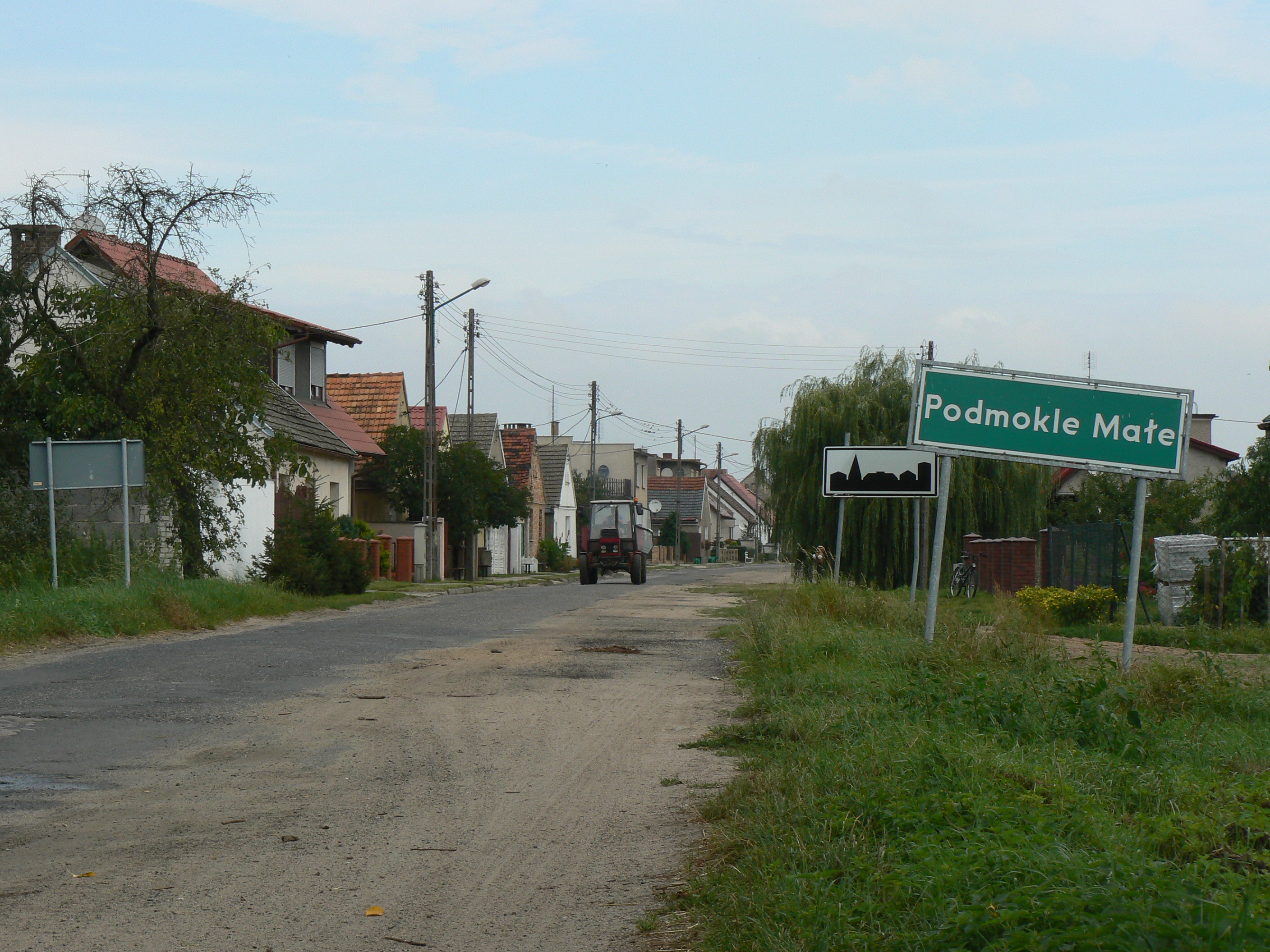
Podmokle Małe – m.in. tu rozgrywała się akcja powieści

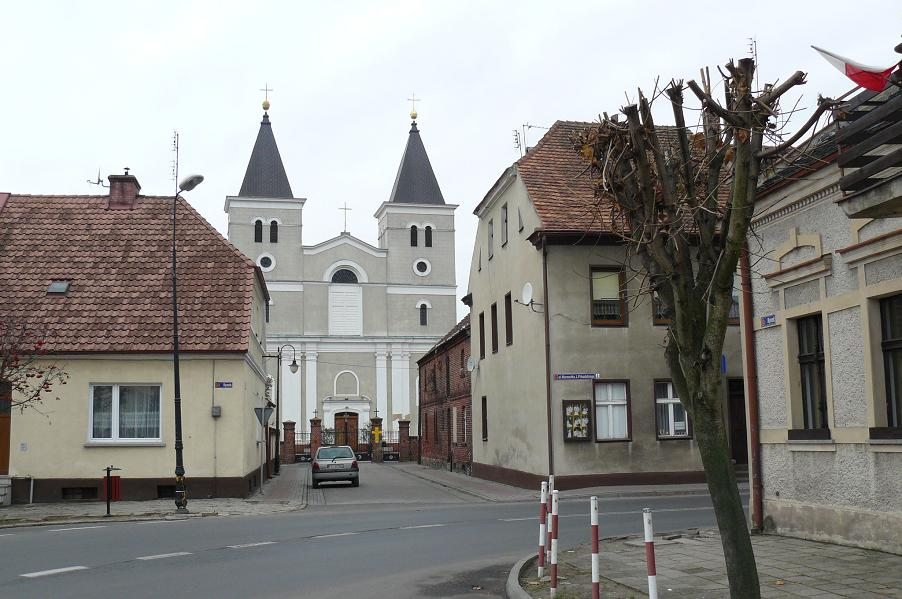
Centrum Babimostu – arena starcia dwóch narodów w skali lokalnej

Pogranicze – powieść Eugeniusza Paukszty z 1961 (pierwsze wydanie – LSW w opracowniu graficznym Ryszarda Dudzickiego, 536 stron). Napisana w Poznaniu, Starej Brdzie i Turznie w latach 1958–1959.

## Forma
Powieść jest formą sagi, opowiadającej o około 25 latach dziejów rodzin zamieszkujących fikcyjną wieś Dobrzewo na Ziemi Babimojskiej. Autor przedstawia dzieje chłopskich rodów dobrzewskich, zmagających się z germanizacją pomiędzy rokiem 1919 (Powstanie wielkopolskie), a 1945 (powrót do Polski). Babimojszczyzna, mimo sukcesów odniesionych tu przez powstańców wielkopolskich nie została przyłączona do II RP i znajdowała się na terenie Republiki Weimarskiej i III Rzeszy.

## Treść
Autor na podstawie losów rodzin Nieźrzałków, Późnych, Zachwatów, Kaczmarków, Cichych, Pieczygłowów, Paliwodów, Fajusów, Dopatków i innych, opisuje dzieje Polaków zamieszkujących tereny Pogranicza, czyli Marchii Granicznej i problemy z jakimi stykali się w codziennym obcowaniu z niemieckimi władzami i sąsiadami (szykany, zakazy, dyskryminacja, konfiskaty, a w końcu zabójstwa, wysiedlenia i egzekucje). Paukszta scharaktryzował także postawę żandarmów, urzędników, kleru, lokalnych ziemian i rzemieślników. Sylwetki Niemców nie są jednoznacznie negatywne - nie brak wśród nich osób przyjaźnie usposobionych, a nawet popierających dążenia polskie. Autor opisał działania Związku Polaków w Niemczech, a także innych polskich organizacji, prasy polskiej oraz używane metody i fortele mające na celu obchodzenie prawa w celu wspierania społeczności polskiej i jej działań. 

## Struktura
Powieść dzieli się na trzy części, obejmujące zasadniczo różne, pod względem stosunku niemieckiej machiny urzędniczej do Polaków, okresy:
- Gloria Victis - od powrotów z frontów I wojny światowej i Powstania Wielkopolskiego do zawodu wywołanego nieprzyłączeniem Babimojszczyzny do Polski i decyzjami granicznymi,
- Heilige Ostmark (pol. Święta Marchia Wschodnia) – do objęcia władzy przez Hitlera,
- Swastyka i Rodło - do wyparcia nazistów przez wojska sowieckie i ustanowienia władz polskich.

## Dodatkowe elementy
Paukszta nie tylko opowiada o losach osób i rodzin na Pograniczu. W narrację wplata wiele elementów folklorystycznych Ziemi Babimojskiej (np. zwyczaje ludowe, przyśpiewki, opisy wesel, potańcówek, ale także wymyślne przekleństwa antypolskie) oraz szczegóły topograficzne i historyczne dotyczące Sulechowa, Babimostu, Kargowej, Nowego Kramska, Kolesina, Podmokli (Wielkiego i Małego) oraz Jezior Zbąszyńskich. 

## Osoby historyczne
W losy mieszkańców Dobrzewa wplecione są także wątki z udziałem postaci historycznych, m.in. wspominani są:
- Jan Baczewski – polski poseł do Landtagu,
- ks. Bolesław Domański – działacz polski, proboszcz z Zakrzewa Złotowskiego,
- Franciszek Sarnowski – nauczyciel i pedagog.